# IC 4074
IC 4074 је спирална галаксија у сазвјежђу Береникина коса која се налази на листи објеката дубоког неба у Индекс каталогу.
Деклинација објекта је + 19° 0' 31" а ректасцензија 13h 1m 48,8s. Привидна величина (магнитуда) објекта IC 4074 износи 16,2 а фотографска магнитуда 17,0.